# São Geraldo (Porto Alegre)
Pour les articles homonymes, voir São Geraldo.

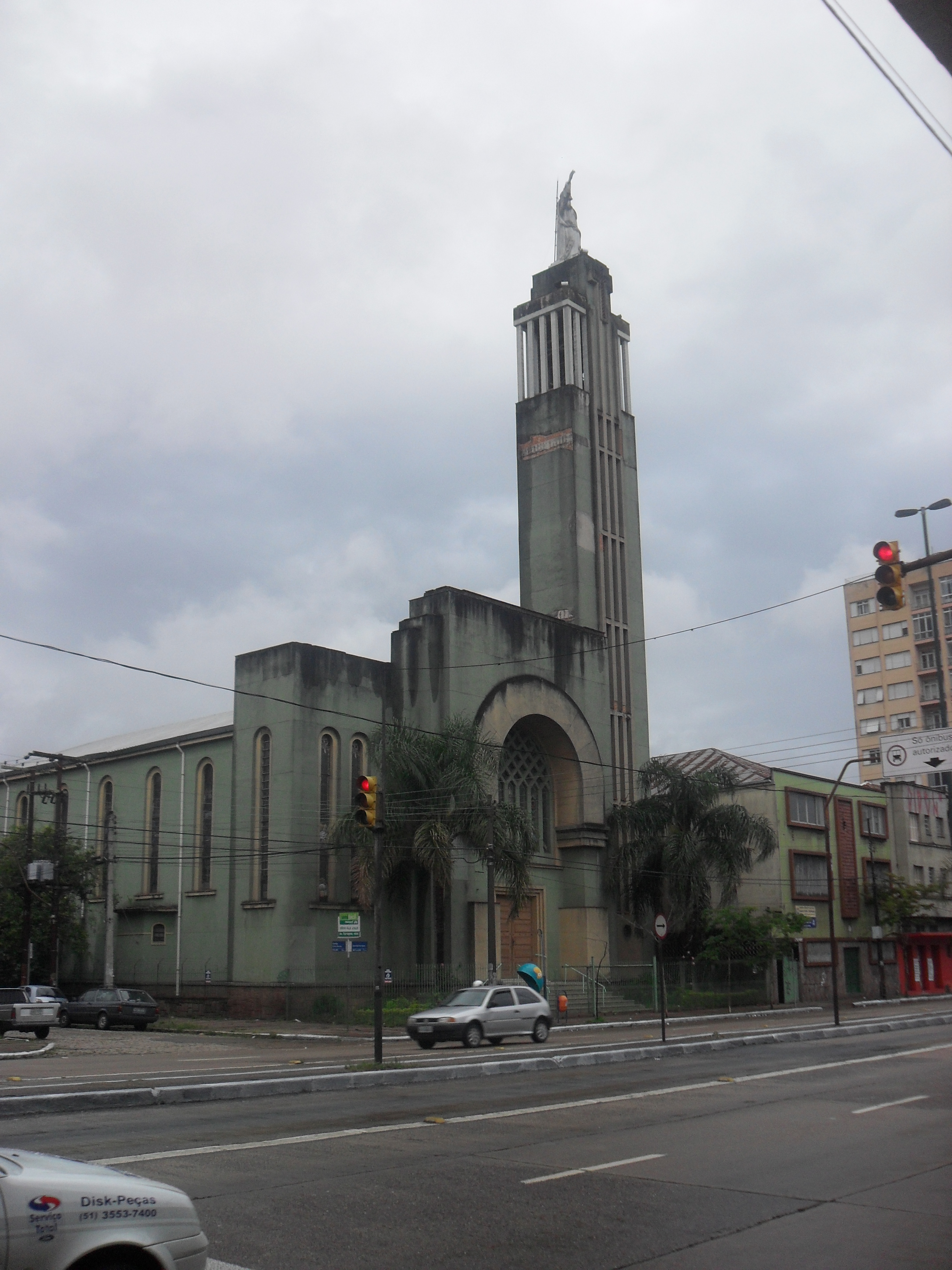
Eglise Saint Gerard à Porto Alegre, Rio Grande do Sul, Brazil

São Geraldo est un quartier de la ville de Porto Alegre, capitale de l'État du Rio Grande do Sul.
Il a été créé par la Loi 2022 du 07/12/1959.

## Données générales
- Population (2000) : 8.692 habitants
  - Hommes : 3.873
  - Femmes : 4.819
- Superficie : 144 ha
- Densité : 60,36 hab/ha

## Limites actuelles
De la rue Voluntários da Pátria, angle de la rue du Parque, jusqu'à l'avenue Brasil, puis jusqu'à l'avenue Benjamin Constant ; de là, jusqu'à l'avenue Olinda, et, sur toute sa longueur, jusqu'à la rue Guimarães ; de cette dernière jusqu'à la rue Conde de Porto Alegre et la rue du Parque jusqu'à sa jonction avec la rue Voluntários da Pátria.

## Localisation
São Geraldo est localisé dans la zone Nord de la ville, faisant limite avec les quartiers de  Navegantes et Floresta.

## Histoire
L'occupation du quartier a commencé à la fin du XIXe siècle, mais est devenue effective en 1895, quand la Compagnie Territoriale Porto-alegrense a commencé à lotir les terrains et construire de nouvelles routes dans la région et toujours existantes à ce jour, telles que les avenues Amazonas, Bahia, Brasil, Pará, Paraná, Pernambuco, Maranhão et une partie de l'avenue Ceará. La même année, un autre facteur a contribué pour améliorer l'occupation : ce fut la mise en service de la ligne de tramway de São João, par la Compagnie Carris.
Parmi les habitants du quartier se trouvent un nombre important de descendants d'immigrants italiens et d'allemands. À la fin du XIXe siècle, ceux-ci descendaient du train qui continuait ensuite pour Novo Hamburgo à la gare des Navegantes, et sont restés sur place. De l'actuel quartier de Navegantes, certains allèrent s'établir sur le territoire de l'actuel São Geraldo, participant à l'occupation et au développement de la zone. Cette présence devint plus visible dans les manifestations socio-culturelles du quartier comme à travers la Société de danse et de loisir des Gondoliers, fondée en 1915, et dont le nom est une référence aux gondoles vénitiennes.
Avec le développement du plan urbain de la ville, à partir des années 1940, la capitale subit de grands projets de réagencement, principalement par l'ouverture de grandes voies de communication. Les travaux d'extension et d'asphaltage de l'avenue Farrapos donnèrent à São Geraldo l'occasion d'un développement plus accéléré. Cette avenue est, jusqu'à aujourd'hui, une des plus importantes artères d'entrée, dégageant une importante liaison entre son centre et sa périphérie industrielle.
En 1949, une pétition est envoyée au Conseil municipal de Porto Alegre par les habitants pour officialiser la délimitation de São Geraldo, avec pour base la circonscription territoriale de la paroisse ecclésiastique du même nom. São Geraldo ne sera établi comme quartier qu'en 1959.

## Aujourd'hui
Coupé par l'avenue Farrapos, c'est un quartier qui mélange les caractéristiques résidentielles et commerciales.